# 金铝合金
金铝合金（英語：Gold–aluminium intermetallic）是金和铝形成的合金，是一类金属间化合物。这类化合物和各自的金属相比有着不同的性质，会导致微电子器件打線接合出现问题。最常见的两种化合物是Au5Al2和AuAl2，它们可以在较高的温度（>340 °C）下形成。金铝合金可以被四种卤素腐蚀，有人对其与碘的反应做了研究，碘与AuxAly中的铝反应，生成AlI3，金也会反应生成AuI，但AuI会迅速和铝发生置换反应，还原出金。在水和氧的存在下，AlI3进一步转化为Al2O3或Al(OH)3。

## 白疫
白疫既是化合物Au5Al2的名称，也是这种化合物在意料之外生成所带来的问题。Au5Al2的电导率低，在接头处生成会使电阻升高，可能引起电子器件失效。当金和铝接触时，Au5Al2在125 °C时便可形成，并且随着温度的升高，形成速度加快；随着时间的延长，会有其它相（如Au4Al、Au2Al）生成。

## 紫疫
紫疫对应的化合物是AuAl2，又称紫金，于1892年被发现，它可由78.5%的金和21.5%的铝（均为质量比）反应得到。AuAl2是金铝金属间化合物中最稳定的，熔点高达1060 °C。它在生成时体积变小，在金铝界面产生空腔。也有文章研究了紫疫形成过程的力学性质变化。AuAl2和同族的Ga、In的金属间化合物AuGa2、AuIn2一样，具有萤石（CaF2）结构。

## 其它化合物
金和铝还能形成其它化合物：
- Au8Al3：可由金属单质直接化合得到，CAS号37352-45-7。
- Au4Al：黄褐色固体，密度16.52 g/m3，晶胞体积 331.5 Å3，CAS号12003-05-3。
- Au2Al：灰色固体，密度14.53 g/m3，晶胞体积176.2 Å3，CAS号12250-39-4。该化合物已知有三种相，如高温下的MoSi2晶型以及另外两种正交的扭曲MoSi2晶型。[14]
- AuAl：白色固体，密度10.94 g/m3，晶胞体积135.3 Å3，CAS号12250-38-3。该化合物具有单斜晶系，扭曲的MnP晶型。[15]

金和铝除了形成金属间化合物外，其阴离子簇或阳离子簇也有报道。金属间化合物及簇合物已有用于一氧化碳催化氧化的研究。

## 拓展阅读
1. Yan-Fang Li, Yang Li, Xiao-Yu Kuang. . The European Physical Journal D. 2013-07, 67 (7)  [2018-11-27]. ISSN 1434-6060. doi:10.1140/epjd/e2013-40039-0. （原始内容存档于2018-11-27） （英语）.
2. Ono, Yasuhide; Shimizu, Isao; Imasato, Eiichiro. Temperature dependence of Au-Al bond corrosion by bromine（日語）. Yosetsu Gakkai Ronbunshu. 1998. 16 (3): 312-318. ISSN: 0288-4771
3. Alka B. Garg, B. K. Godwal, S. Meenakshi, P. Modak, R. S. Rao, S. K. Sikka, V. Vijayakumar, A. Lausi, E. Bussetto. . Journal of Physics: Condensed Matter. 2002, 14 (44): 10605  [2018-11-27]. ISSN 0953-8984. doi:10.1088/0953-8984/14/44/341. （原始内容存档于2019-07-01） （英语）.
4. Angela Furrer, Matteo Seita, Ralph Spolenak. . Acta Materialia. 2013-05, 61 (8): 2874–2883  [2018-11-27]. ISSN 1359-6454. doi:10.1016/j.actamat.2013.01.029. （原始内容存档于2018-11-27）.
5. Yan Wang, Zhengfeng Zhao, Bo Wu. . Journal of Alloys and Compounds. 2014-02, 587: 387–392  [2018-11-27]. ISSN 0925-8388. doi:10.1016/j.jallcom.2013.10.224. （原始内容存档于2019-07-01）.
6. Minho O, Masanori Kajihara. . MATERIALS TRANSACTIONS. 2011, 52 (4): 677–684  [2018-11-27]. ISSN 1345-9678. doi:10.2320/matertrans.m2010433. （原始内容存档于2018-06-03） （英语）.
7. Chinagandham Rajesh, Chiranjib Majumder. . The Journal of Chemical Physics. 2009-06-21, 130 (23): 234309  [2018-11-27]. ISSN 0021-9606. doi:10.1063/1.3149849. （原始内容存档于2019-07-01） （英语）.
8. Van der Lingen E. Aspects of coloured precious metal intermetallic compounds （页面存档备份，存于）. Journal of the Southern African Institute of Mining and Metallurgy, 2014, 114(2): 137-144.